# Friedenskirche (Hrádek nad Nisou)

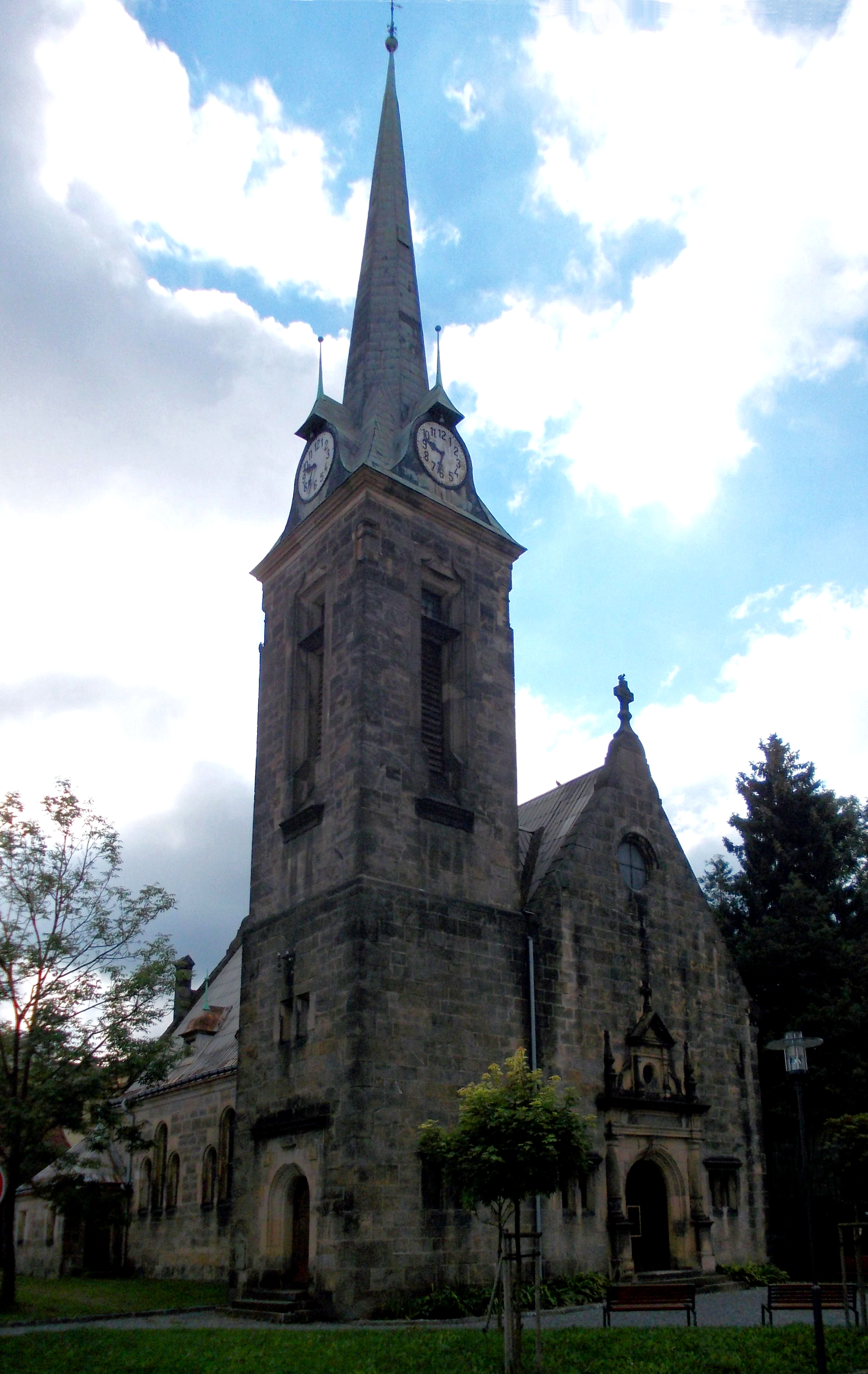
Friedenskirche Grottau

Die Friedenskirche (tschechisch Chrám pokoje) ist die ehemalige evangelisch-lutherische Pfarrkirche der nordböhmischen Stadt Hrádek nad Nisou (deutsch Grottau) im Liberecký kraj in Tschechien. Bis 1918 gehörte sie der Evangelischen Superintendentur A. B. Westböhmen, bis 1945 der Deutschen Evangelischen Kirche in Böhmen, Mähren und Schlesien, seither der Tschechoslowakischen Hussitischen Kirche.

## Geschichte
Die Stadt Grottau erfuhr im 16. Jahrhundert einen starken wirtschaftlichen Aufschwung, der zu einem Zuzug meist evangelischer Bürger aus dem benachbarten Zittau in Sachsen führte. Die protestantische Gemeinde fand jedoch ihr Ende im Jahr 1620, als im Zuge der Gegenreformation die Bewohner Grottaus zur Annahme des katholischen Bekenntnisses oder zur Auswanderung gezwungen wurden. Erst im ausgehenden 19. Jahrhundert konstituierte sich, namentlich durch erneuten Zuzug aus Sachsen und unterstützt durch die Los-von-Rom-Bewegung, ein evangelisches Gemeindeleben, das 1900 zum Bau der Friedenskirche in unmittelbarer Nachbarschaft der katholischen Bartholomäuskirche führte. Mit dem Kirchenneubau wurden der renommierte Kirchenarchitekt Johannes Vollmer und sein Mitarbeiter Heinrich Jassoy aus Berlin-Charlottenburg beauftragt. Die Einweihung der Kirche fand 1901 statt, 1911 wurde sie zur selbständigen Pfarrkirche erhoben. Das ursprüngliche, aus drei Glocken  bestehende Geläut von C. Albert Bierling ging 1916 als Kriegsmetall verloren. 1922 wurden bei Richard Herold in Komotau neue Glocken gegossen.

## Architektur
Der vom Architektenbüro Vollmer & Jassoy in Lausitzer Sandstein errichtete Kirchenbau stellt eine übergiebelte Saalkirche mit asymmetrisch gesetztem, mit hohem Spitzhelm abgeschlossenem Turmbau. In der Formensprache orientiert sich der Bau, so in dem schlossartigen Hauptportal, bewusst an der Renaissance-Architektur des 16. Jahrhunderts, in dem Grottau als evangelisches Zentrum galt. Der den Vorgaben des Wiesbadener Programms folgende Innenraum ist entsprechend tonnengewölbt. Der Chorraum erhielt eine Farbverglasung mit den Bildnissen Martin Luthers und Philipp Melanchthons, geschaffen von der Königlich Sächsischen Hofglasmalerei C. L. Türcke in Zittau, die damals eine Niederlassung in Grottau unterhielt.